# مركز كوبلاند للصحة والاستشفاء
يعد مركز كوبلاند للصحة والاستشفاء Copeland Health and Wellness Center إحدى مؤسسات الصحة الذهنية غير الربحية التي ابتكرت استخدام استغلال خطة عمل الصحة والاستشفاء (WRAP) والأعمال الأخرى التي ابتكرها الدكتور ماري إلين كوبلاند وقد تم تأسيس مركز كوبلاند غير الربحي في عام 2005، وهو يقدم تدريبات وبرامج لأي شخص يسعى لتحمل المسئولية الشخصية لتحسين صحته. وهو يعمل أيضًا مع مقدمي الخدمات الصحية والشركات والمجموعات المجتمعية التي تسعى لتحسين صحتها وخلق بيئة صحية في مكان العمل.
ويقدم مركز كوبلاند التدريب على خطة عمل التعافي الصحي والدعم المتميز ورعاية الرضوح المبلغ عنها والعمل مع الشباب وخلق عوامل تغيير مؤسسية. وWRAP® (خطة عمل التعافي الصحي) معترف بها حاليًا في الولايات المتحدة إدارة سوء استخدام المواد وخدمات الصحة العقلية (SAMHSA) على أنها ممارسة تعتمد على الدليل. ومن خلال تخصيص خبراء في الاستشفاء للإسهام بخبراتهم في خطة عمل التعافي الصحي والباحثين في جامعة إلينوي في شيكاغو، فقد أضيفت خطة عمل التعافي الصحي إلى السجل الوطني للبرامج والممارسات التي تعتمد على الدليل نسخة محفوظة 17 فبراير 2013 على موقع واي باك مشين. (NREPP) الخاص بإدارة سوء استخدام المواد وخدمات الصحة العقلية.
وقد قدموا ممارساتهم خلال تدريب وسطاء خطة عمل التعافي الصحي. وهناك وسطاء لخطة عمل التعافي الصحي في الولايات المتحدة وكندا واليابان ونيوزيلاندا والمملكة المتحدة وهولندا والصين وأيرلندا يتدربون في مركز كوبلاند أو وسطاء خطة عمل التعافي الصحي ذوو المستوى المتقدم الذين يدربهم مركز كوبلاند.
يساعد د/ كوبلاند في تدريب الوسطاء من خلال المركز.

## وصلات خارجية
- Copeland Center website